# Гатео а Маре (Форли-Чезена)
Гатео а Маре (итал. Gatteo a Mare) је насеље у Италији у округу Форли-Чезена, региону Емилија-Ромања.
Према процени из 2011. у насељу је живело 1912 становника. Насеље се налази на надморској висини од 2 м.